# Udhampur (stad)
Udhampur is een stad in het Indiase unieterritorium Jammu en Kasjmir. Het is de hoofdplaats van het gelijknamige district Udhampur.

## Demografie
Volgens de Indiase volkstelling van 2001 wonen er 59.236 mensen in Udhampur, waarvan 65% mannelijk en 35% vrouwelijk is. De plaats heeft een alfabetiseringsgraad van 84%.